# Nasir al-Din al-Tusi

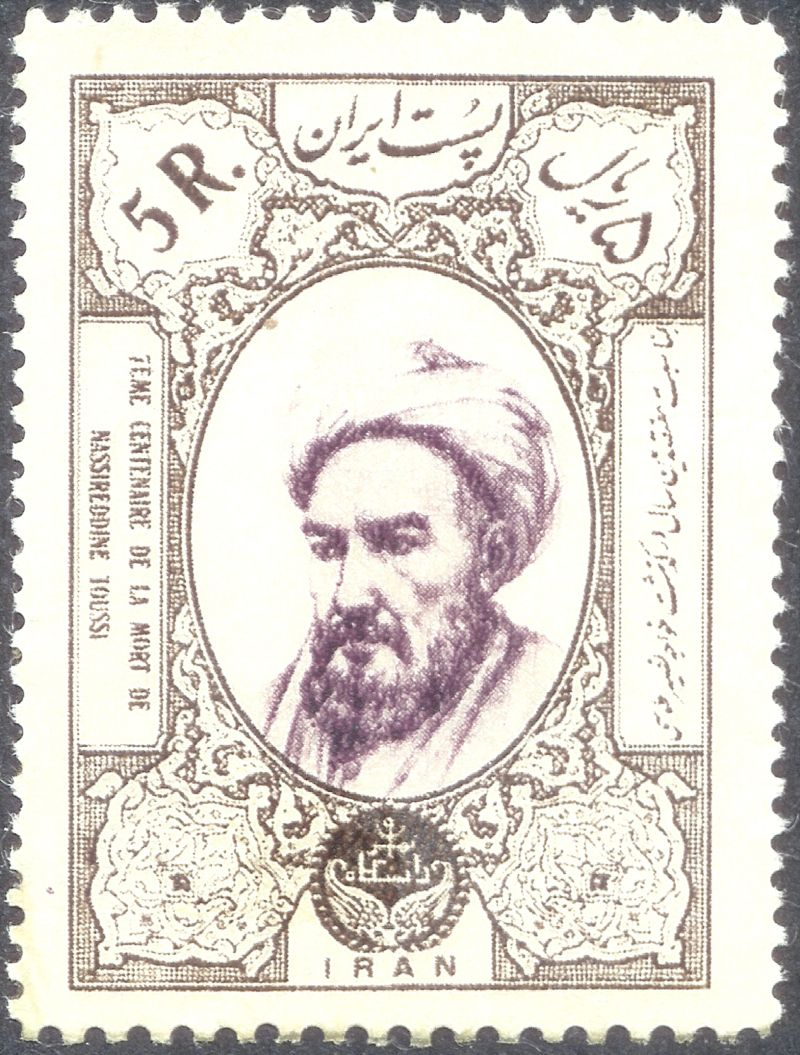
Tusi pryder ett iranskt frimärke

Nasir al-Din al-Tusi (persiska: نصیرالدین طوسی خواجه), född 1201 i Tus i Persien, död 1274, var en persisk polyhistor, astronom, filosof och matematiker.
Nasir al-Din al-Tusis huvudverk är de Ilchaniska tabellerna, vilka utom planettabeller även innehåller en stjärnkatalog. Mongolfursten Hülegü lät under hans ledning bygga ett stort observatorium i Megara.

## Eftermäle
Asteroiden 10269 Tusi är uppkallad efter honom.